# رابرت مورلی
رابرت مورلی (انگلیسی: Robert Adolph Wilton Morley; ۲۶ مهٔ ۱۹۰۸ – ۳ ژوئن ۱۹۹۲) هنرپیشه اهل انگلستان بود.
وی بین سال‌های ۱۹۲۸ تا ۱۹۸۹ میلادی فعالیت می‌کرد.

## گزیده فیلم‌شناسی
- داستان یوسف و برادرانش
- آلیس در سرزمین عجایب
- جنایت‌هایی به ترتیب الفبا
- شیطان را بران
- نیم‌تنه رنگارنگ
- عزیز
- هشت زنگ به صدا در می‌آیند
- اوه! سگ بهشتی